# Andreï Platonov
Pour les articles homonymes, voir Platonov.
Andreï Platonov (en russe : Андрей Платонович Платонов), de son vrai nom Andreï Klimentov (en russe : Андрей Платонович Климентов), est un écrivain russe de la période soviétique né le 20 août 1899 (1er septembre dans le calendrier grégorien) à Voronej et mort le 5 janvier 1951 à Moscou. Son œuvre majeure, Tchevengour (1929), long roman de l'utopie de la construction du socialisme, est restée inédite en Union soviétique jusqu'en 1972, où eut lieu une publication fragmentaire, puis en 1988, pour une publication fidèle au manuscrit original.

## Biographie
Il fut l'un des tout  premiers écrivains à émerger de la Révolution de 1917 et à tenter de mettre en littérature l'esprit de la révolution bolchévique. Il participa à la guerre civile russe. Alors qu'il était un communiste fervent, la plus grande part de son œuvre a été interdite de publication de son vivant en raison de son scepticisme tant envers la collectivisation qu'envers la politique stalinienne. Il estimait que la révolution libérerait l'esprit populaire.
Platonov publie tout d'abord des nouvelles, dont Les Écluses d'Épiphane et La Ville de Villegrad (1926), ou Jokh, le filou, de 1927.
Après 1933, ses écrits sont régulièrement confisqués. Seules publications de son vivant, quelques nouvelles de guerre qui se plient aux critères du réalisme socialiste en vigueur en URSS.
Dans ses livres, il s'interroge sur le prix du progrès et sur les sacrifices supportés par le peuple pour réaliser des objectifs absurdes. On trouve dans ses œuvres également une satire de la bureaucratie et un certain pessimisme. Pour lui, c'est le peuple russe qui a fait la révolution mais il a également laissé échapper le pouvoir. Il revient ainsi à Andreï Platonov, écrivain contemporain des grands travaux de transformation de l’espace qu’a connus la période stalinienne, d’écrire sur ces chantiers. Certes, Les Écluses d'Épiphane est antérieur au percement du canal de la mer Blanche (le texte est écrit en 1927, le chantier débute en 1931), mais il est contemporain des chantiers de mise en valeur des régions septentrionales et orientales de l’Union soviétique à partir de 1929, et c’est le cas, à plus forte raison, du roman La Mer de Jouvence.
Dans les années 1930, il collabore avec le journal Literatourny kritik (Литературный критик) et se rapproche de Georg Lukács.
Pendant la Seconde Guerre mondiale, Platonov est correspondant de guerre pour Krasnaïa Zvezda et reçoit la Médaille pour la victoire sur l'Allemagne en 1945.
En mai 1938, son fils Platon est arrêté et incarcéré. Il est libéré en 1940, grâce à la mobilisation des amis, mais souffrant de tuberculose meurt en janvier 1943.
À la fin des années 1940, Andreï Platonov est interdit de publication. Il travaille à adapter pour les enfants des contes traditionnels russes et bachkirs. Il existe l'hypothèse qu'il travaillait également comme nègre littéraire. Zeev Barcella, historien et théoricien de la littérature israélien, avance la thèse qu'il serait le véritable auteur du roman Ils se sont battus pour la patrie de Mikhaïl Cholokhov,.
Il est mort le 5 janvier 1951 à Moscou d'une tuberculose contractée auprès de son fils qu'il soignait à son retour de l’incarcération. Il est enterré au cimetière arménien de Moscou.

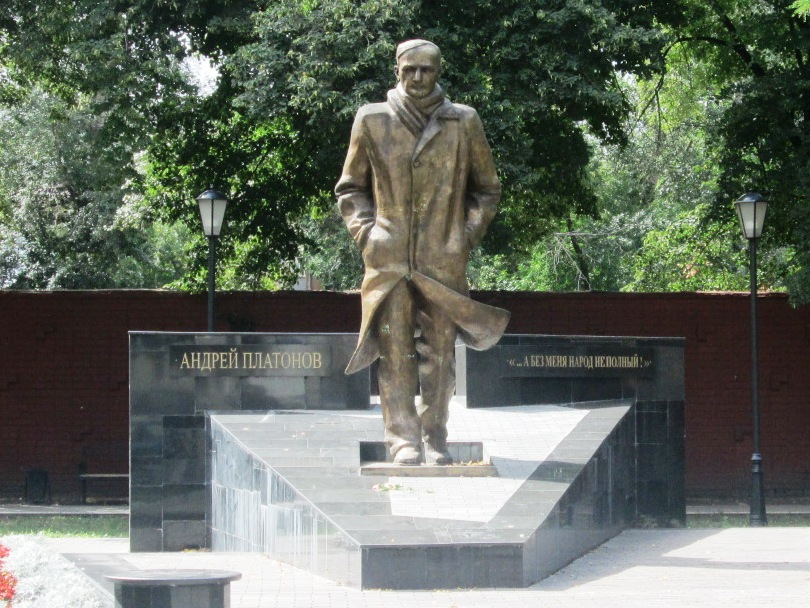
Monument commémoratif d'Andreï Platonov à Voronej.

## Famille
- Père : Platon Firssovitch Klimentov (1870-1952), conducteur de train, membre du PCUS.
- Mère : Maria Vassilievna Lobotchikhina (1874/1875-1928/1929), femme au foyer
- Fils : Platon Andreïevitch Platonov (1922-1943)
- Fille : Maria Andreïevna Platonova, née le 11 octobre 1944, elle travaillait à l'Institut de littérature Gorki. Décédée le 20 octobre 2005, elle repose auprès de son père au cimetière arménien de Moscou[6].

## Œuvre

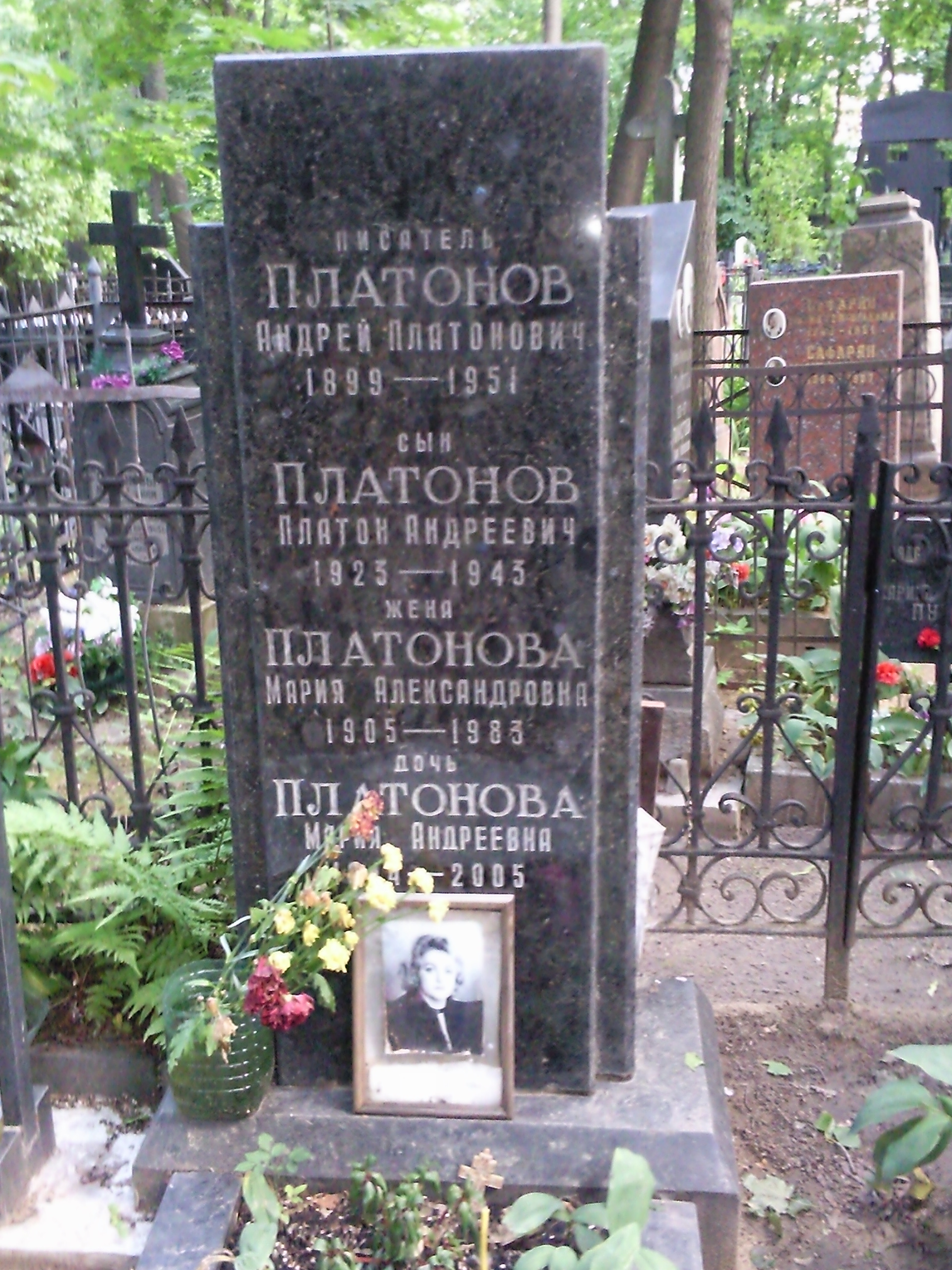
Tombeau de Platonov au cimetière arménien de Moscou.

Platonov publie tout d'abord des nouvelles, dont Les Écluses d'Épiphane et La Ville de Villegrad (1926), ou Jokh, le filou, de 1927.
Seuls ses premiers romans seront publiés : Tchevengour, en 1929 (mais seulement quelques fragments), la Fouille ou Le Chantier en 1929-30, À l'avance, chronique d'un paysan pauvre en 1931, qui soulève l'indignation de Staline et signe pour Platonov la perte de tout espoir de publication. En 1933, ses écrits sont confisqués et ne sont retrouvés que 60 ans plus tard, lors de l'ouverture des archives littéraires du KGB. C'est là qu'on découvre un court roman inachevé, Roman technique.
Il tente sa chance une dernière fois avec La Mer de Jouvence, en 1934, vaine tentative pour se plier aux critères du réalisme socialiste. Cette œuvre sera publiée seulement en 1986, à l'ère de la perestroïka dans le mensuel Znamia (no 6). Parmi ses textes redécouverts, Djann écrit en 1935 et traduit en français en 1972 à partir d'une édition russe fautive et tronquée; ou Moscou heureuse, texte découvert dans les archives de l'écrivain et publié en 1991 par une revue russe.
L'écriture de Platonov, très particulière tant dans sa syntaxe que dans ses choix lexicaux, est longtemps restée inconnue en français. Elle est souvent jugée difficile à traduire. Sont aujourd'hui disponibles en français ses principaux romans et un choix de nouvelles. L'une de ses pièces, Quatorze isbas rouges, a cependant été jouée au théâtre de la Colline à Paris en 2000.

### Liste des œuvres
- 1920 : récit Tchouldik et Epichka (Чульдик и Епишка)
- 1921 : récit Markoun (Маркун), brochure l'électrification
- 1922 : recueil de poèmes Les Profondeurs bleues (Голубая глубина)»
- 1926 : récit Antisexus, nouvelle Les Écluses d'Épiphane (Епифанские шлюзы)
  - Les Écluses d'Épiphane, nouvelles, coll. « Du monde entier », Éditions Gallimard, 320 p., 1988
- 1927 : nouvelles La Ville de Villegrad (Город Градов), L'Homme secret (Сокровенный человек), La Route éthérée (Эфирный тракт), récits Le Faubourg de la poste (Ямская слобода), L'Institutrice de sable (Песчаная учительница), Comment s'alluma l'ampoule d'Ilitch (Как зажглась лампа Ильича)
- 1928 : Makar pris par le doute (Усомнившийся Макар)
- 1929 : Tchevengour (Чевенгур)
- 1930 : Le Chantier ou *La Fouille (en) (Котлован)
- 1931 : À l'avance, chronique d'un paysan pauvre (Бедняцкая хроника), nouvelles L'Aubaine (Впрок (повесть)), (ou 1934?) La Mer de jouvence (Ювенильное море), pièces Haute tension (Высокое напряжение (пьеса))» et Quatorze isbas rouges (14 красных избушек)
- 1933-1936 : roman inachevé Moscou heureuse (Счастливая Москва)
- 1934 : nouvelles Le Vent éboueur (Мусорный ветер) et 'Djann (en)' (Джан), récit Takyr (Такыр)
- 1936 : récits Le Troisième Fils (Третий сын (рассказ)) et L'Immortalité (Бессмертие (рассказ), roman inachevé L'Officier macédonien (Македонский офицер)
- 1937 : nouvelle La Rivière Potoudane (Река Потудань (повесть), récits Dans un monde magnifique et furieux (В прекрасном и яростном мире), Fro (Фро (рассказ)), roman "Voyage de Moscou à St-Petersbourg") (manuscrit perdu)
- 1938 : récit Un orage de juillet (Июльская гроза)
- 1939 : récit La Patrie de l'électricité (Родина электричества)
- 1942 : recueil de récits Sous les cieux de la patrie (Под небесами родины (сборник рассказов)), paru à Oufa.
- 1942 : recueil de récits Les Gens inspirés (Одухотворённые люди (сборник рассказов))
- 1943 : recueil de récits Récits sur la patrie (Рассказы о Родине)
  - Grand -père soldat, nouvelle, illustrations Jacques Pecnard, dans 15 récits de la seconde guerre mondiale, coll. « Série 15 », Éditions Gautier-Languereau, 1969 et 1972
- 1943 : recueil de récits Le Blindage (Броня)
- 1944 : pièce de théâtre Une créature féérique (Волшебное существо)
- 1945 : recueil de récits En direction du soleil couchant (В сторону заката солнца), récit Nikita (Никита (рассказ))
- 1946 : récits La Famille d'Ivanov (Семья Иванова), Le Retour (Возвращение (рассказ))
- 1947 : recueils de contes : Finist - le faucon blanc (Финист — Ясный Сокол), Contes populaires bachkirs (Башкирские народные сказки)
- 1948 : pièce L'Élève du lycée (Ученик Лицея)
- 1950 : recueil de contes populaires russes L'Anneau magique (Волшебное кольцо)
- 1951 : mystère L'Arche de Noé (Ноев ковчег (пьеса) (pièce inachevée)